# هيندريك وايد بود
هيندريك وايد بود (24 ديسمبر 1905 - 21 يونيو 1982) كان مهندسا أمريكيا وباحث ومخترعا وكاتبا وعالما ذو جدود ألمانية وكرائد في نظرية التحكم الحديثة وفي مجال وسائل الاتصال الإلكترونية وقد قام بثورة في المحتوى والمنهجية في المجالات المختارة في أبحاثه بالإضافة إلى ذلك أثرّت ابحاثه على التخصصات الهندسية الأخرى ووضعت الأساس لمجموعة متنوعة من الأبداعات الحديثة مثل أجهزة الكمبيوتر والربوتات والهواتف النقالة وأشياء أخرى وكان بود أحد أشهر المهندسين الفلاسفة في زمنه وحظي باحترام في الدوائر الأكاديمية على مستوى العالم كما اشتهر على مستوى العالم بالنسبة للمهندسين الجدد بتطويره رسم تقريبي للمقدار والزاوية والتي تحمل اسمه ال(Bode plot)، ومساهماته البحثية في العموم متعددة الأبعاد فقط ولكن عميقة في ذات الوقت وتمتد بعبيدا حتى إلى برنامج الفضاء الأمريكي.

## التعليم
ولد بود في ماديسون، ويسكوسين وكان أباه أستاذا في التعليم وعضو في جامعة أيلنيرس في ايربانا أتشبان وبحلول الوقت المناسب لدخول هيندريك الصغير المدرسة الابتدائية، دخل مدرسة ليل الابتدائية وتقدم بسرعة خلال نظام المدرسة ليتخرج من المدرسة الثانوية وهو في عمر ال14 سنة.
وفور تخرجه من المدرسة الثانوية تقدم للقبول في جامعة ايلنيوس ولكن رفض لسن الصغير ولكن تشاء الأقدار أن تمنحه هذه الجامعة بالذات دكتوراه فخرية في سنة 1977.
في الواقع تقدم لجامعة أوهايو وقبل حيث تعلم اباه أيضا، ثم حصل على البكالوريوس سنة 1924 ,عندما كان في سن ال 19 في عمره، وحصل على الماجيستير في 1927 وكل الشهادات كانت في الرياضيات وبعد حصوله على الماجيستير ظل في مكان دراسته يعمل كعميد لسنة أيضافية.

## اسهاماته المبكرة في معامل بل وحصوله على درجة الدكتوراة
وبعد تخرجه من المدرسة أستأجر مؤقتا من قبل معامل بل في مدينة نيويورك حيث بدأ مهنته كمصمم لمصافي إلكترونية ومعادلات صوت، وبالتالي في سنة 1929 ألحق بفريق البحث الرياضي حيث برع في البحث المتعلق بنظرية الشبكات الإلكترونية وتطبيقاتها في وسائل الاتصال، وبدعم من معامل بل قام بالدخول من جديد إلى كلية الدراسات العليا ولكن هذه المرة في جامعة كولومبيا وأكمل بنجاح دراسة الدكتوراة سنة 1935.
وفي سنة 1938 طور طريقته التقريبية في رسم المقدار والزاوية"Bode plot"وكان عمله على نظم التحكم الالي (بنظام التغذية العكسية) قدم طرق ابتكارية لدراسة اتزان النظم التي منحت المهندسين القدرة على التعرف على مدى استقرار النظم في مجال الوقت (time domain) باستخدام مبدأ هامش المقدار والزاوية في مجال التردد، وبتلك الدراسة اشتهر بود عالميا، ومنحت طريقته استقرارا شفافا لكل من المجال الوقتي والترددي وزيادة عن ذلك كانت طريقته في تحليل في مجال التردد أكثر سهولة وسرعة عن الطريقة التقلدية في مجال الوقت، وقد منح هذا المهندسين طريقة تحليل سريعة وبديهيه لاستقرار النظم وأداة لتصميم النظم والتي لا زالت بنفس الشهرة كما كانت منذ اختراعه لها.

## الحرب العالمية الثانيةوأختراعات جديدة

### تغير الأتجاه
وبالبداية البشعة للحرب العالمية الثانية حول بود أنظاره إلى التطبيقات العسكرية لابحاثه في مجال التحكم بالنظم، وهوتغير في الاتجاه والذي سيمتد إلى مختلف درجاته إلى آخر حياته الوظيفية، وقد قدم إلى خدمة بلده بالعمل على اللجنة القومية(NDRC) لابحاث الدفاع قسم D-2 وممول من مدير المشروع في معامل بل، فقام بتطوير نظام دفاع أتوماتيكي ضد الطائرات وبينما كان الردار يستخدم في معرفة معلومات عن مكان طائرات العدو أستخدم هذه المعلومات في تغذية انظام المدفعية المضادة للطائرات مما مكن تتبع الطائرات الحربية بالقذائف الموجهة، أي إسقاط الطائرات أوتوماتيكيا بمساعدة الردار، وكانت المحركات المساعدة المستخدمة كهربائية وهيدروليكية وقد أستخدمت هذه المحركات في وضع مضادات الطائرات الثقيلة في مكانها الصحيح.

### أول دائرة تغذية عكسية لاسلكية وأسلحة الرجال الآليين

#### اقفال الدائرة
كانت إشارة الردار مثبيته على الهدف وكانت معلوماتها تنقل لاسلكيا لمركز أستقبال أرضي والذي كان موصولا بالمحركات المساعدة لنظام المدفعية ذو التغذية العكسية والذي يتسبب في تعديل زاوية الإطلاق بدقة والحفاظ عليها مثالية من الوقت، كافية لإطلاق النار على الهدف في الاحداثيات المتوقعة للهدف وبذللك يسقط الهدف.

#### حاسب آلي بأي اسم اخر
كانت وظيفة ال(Director T-10) هي توقع أحداثيات الهدف وهو نوع من أجهزة الحاسب الآلي أطلق عليه هذا الاسم لانها توجه المدفع باتجاه للهدف الطائر، وكانت أيضا تحسب السرعة المتوسطة للهدف بنائا على بيانات المكان الذي ترسله إليها الردارات وتتوقع الهدف المستقبلي بنائا على معادلة طريق القتال للطائرة وهي غلبا ما تكون دالة خطية مع الوقت، وقد عمل هذا النظام كنسخة أولى من نظام الدفاع المتقدم المستخدم حاليا، وكانت تحليل الأحصائيات توضع أيضا لتساعد في حساب المكان الدقيق لطائرات العدو ولتوضيح البيانات التي تصل في الردار نتيجة الضوضاء وغير ذلك.

### العمل على دراسات الموجه
أخضع بود مهاراته في المضخات ذات التغذية العكسية لتصيم نظام تحليل البيانات أفضل وشبكة لتوقع أحداثيات الموجه(Director T-10) المعدل، وسمي ب (Director T-15) وتم العمل عليه تحت مشروع جديد في معامل بل يدعى أساسيات دراسة الموجه بالتعاون مع (NDRC) وتحت ولتر ماكنير.
وكانت الوكالة الممولة للمشروع تعمل تحت حماية مكتب البحث العلمي والتطوير(OSRD) ,ومولت (NDRC) أبحاث معامل بل تحت قسم(D-2) (قسم التحكم بالأنظمة) وأدى التعاقد إلى تطورات مهمة في المجالات المتعلقة ووضع جحر الأساس للعديد من الاختراعات المعاصرة في مجال نظرية التحكم فعلى سبيل المثال ساهم في تطوير للمحركات المساعدة بصورة أكبر وهي من أهم المكونات في الربوتات الحديثة، وكان التطور نظرية الاتصالات في البيانات اللاسلكية بواسطة بود الذي هو السبب في اختراعات مثل الهاتف المحمول والشبكات اللاسلكية.
وكان السبب وراء المشروع الجديد هو أن (T-10) واجه مشاكل في حساب سرعة الهدف بتفاضل موقع الهدف، نتيجة لعدم استمرار الدالة(Discontinuity) والضوضاء في إشارة الردار وكان تفاضل مكان الهدف يعطي نتائج مربكة في بعض الأحيان وتسبب تحركات غير صحيحة للمحركات المساعدة والتي تعتمد في الأساس على قيمة المشتقات، تمكن من التغلب على هذه العواقب بواسطة تحسين البيانات أو أخذ المتوسط ولكن هذا تسبب في تأخر في دائرة التغذية العكسية وأدى إلى هروب الهدف، وكذلك كانت طريقة عمل ال (T-10) تعتمد على عدة مرات بين الأحداثيات الكرتيزية والعكس والذي أدى إلى ظهور أخطاء أيضافية في التعقب.
قام بود بتصميم شبكات حساب السرعة في الموجه (Director T-15) باستخدام عدد محدود من الطرح عوضا عن التفاضل وبهذه الطريقة خزنت احداثيات مكان الهدف في ذاكرة ميكانيكية عادتا في صورة مقاومة متغيرة، ثم حسبت بعد ذللك السرعة بأخذ الفرق بين احداثيات المكان الحالي والسابق الذي خزن في الذاكرة ومقسوما على فرق الوقت، وكانت هذه الطريقة أفضل من طريقة التفاضل وحسنت في الإشارات لان التغير المحود في الزمن كان أقل حساسية لنيضات الأشارة العشوائية، كما قدمت أيضا طريقه أكثر ملائمة لنظرية عمليات الإشارات الرقمية الحديثة بدلا عن الطرق التقليدية لإشارات الانالوج(Analog) التي كانت تستخدم حينها، وليست صدفة أنه جزء تكاملي من نظرية التحكم الرقمي الحديثة وعمليات الإشارات الرقمية ويطلق عليه نظام الاختلاف الخلفي (Backword Difference Algorithm) وبالإضافة إلى ذلك عمل الموجة (T-15) في النظام الكارتيزي فقط وبذلك أزال عملية تحويل الاحداثيات التي كانت عادة تؤدي إلى أخطاء، هذه التضمينات المبدعة رفعت بالأداء الخاص ب(T-15) ليكون ضعف الدقة عن النسخة السابقة له تقترب من الهدف مرتين اسرع.
وكانت طريقة التحكم في ضرب النار من تصميمه المدفعي وأبحاثه وعمله المكثف في المضخات ذات التغذية الخلفية سبب في تقديم آخر ما توصل اليه العلم في الطرق الحسابية وأدى إلى تطور أجهزة الحاسوب الإلكترونية والغير رقمية.
اختراعات كهذه باستخدام أصول الأبحاث العسكرية أدت إلى تأثير جذري في المجال المدني وغيرت وجه الأرض إلى الأبد.

## اسهاماته في وقت السلام

### تغير الأهتمام
عندما انتهت الحرب تحول تركيزه البحثي ليشمل ليس فقط الجانب العسكري ولكن المدني أيضا، على الجانب العسكري أستمر في تطوير أبحاث القذائف متضمنا أبحاث عن مضاضات هذه القذائف ونظم الحسابات المصاحبة له، وفي المجال المدني ركز على نظرية الاتصال الحديثة.

### تقدم في رحلة عمل طويلة في معامل بل
في سنة 1952 ترقى إلى منصب مدير أبحاث بل الرياضية، وفي سنة 1955 أصبح مدير أبحاث قسم العلوم الفيزيائي حتى عام 1958 عندما رقى مجددا ليصبح أحد نأبي الرئيس المسؤل عن التطوير العسكري والنظم الهندسية وهو منصب أحتفظ به حتى تقاعده.
وأدت أبحاثه التطبيقية في معامل بل على مدار السنين إلى العديد من برائات الاختراعات، منها ما سجل باسمه، وعندما تقاعد كان قد تم 25 برلئة اختراع في مختلف مجالات الهندسة الكهربية والمغناطيسية ومنها مضخم الإشارات ونظم التحكم بالمدفعية.
وقد تقاعد من معامل بل في سنة 1967 في سن ال 61 ليختم ارتباطا أستمر لأكثر من أربع عقود ويغير العديد منالمبادئ الأساسية للهندسة الحديثة.

### هارفارد
بعد تقاعده بقليل، انتخب بود أستاذا أكاديميا مخضرم في مجال نظم الهندسة في جامعة هارفورد.
وخلال فترة عمله في الجامعة قام بالأبحاث على طرق أتخاذ القرار العسكري والطرق المثلى في العمليات العشوائية مما يعتبر مقدمه للمنطق الضبابي.
كما درس أيضا تأثير التكنولوجيا على المجتمع المتقدم وشرح محاضرات على نفس الموضوع في ندوة هارفورد للعلوم والسياسات العامة، أثناء الاشراف والشرح للطلاب الخريجيين في نفس الوقت في قسم الهندسة والفيزياء التطبيقية.

## الجوائز العلمية والأكاديمية
في سنة 1969 منحه معهد المهندسين الكهربائيين والإلكترونيين ميدالية إديسون للإسهام في مجال الاتصالات والحسابات والتحكم، وللقيادة في استخدام علوم الرياضيات في حل مشاكل هندسية، وللأرشاد والإبداع في هندسة النظم، وهو محاوله لتلخيص اسهاماته المتعددة والمتنوعة لعلوم الهندسة والرياضة التطبيقية كباحث وللمجتمع كناصح وأستاذ جامعي.
وفي سنة 1975 منحته ASME جائزة روفيس أولدينبرجر
وفي سنة 1979 أصبح أول حاصل على جائزة Richard E.Bellman من المجلس الأمريكي للتحكم الالي، وتمنح الجائزة للباحثين ذوي الأسهامات الوظيفية الواضحة لنظرية أو تطبيق التحكم الالي، وهي أعلى جائزة تقديرية تقدم للانجازات في مجال التحكم الأمريكية للمهندسين والعلماء.
وفي سنة 1989 قام مجتمع نظم التحكم في ال IEEE جائزة باسم Hendrik W Bode lecture price لتميز الإسهامات المبهرة في علم نظم التحكم أو هندسة نظم التحكم.
وكان أيضا عضو في عدد من المجتمعات العلمية والهندسية مثل IEEE ,والمجتمع الفيزيائي الأمريكي، ومجتمع الصناعة والرياضيات التطبيقية وغيره وكذلك الأكاديمية الأمريكية للعلوم والفنون وهي أكدلديمية مستقلة ولا تتبع الأكاديميات الأمريكية الوطنية.
ومن سنة 1967 إلى سنة 1971 خدم كعضو في مجلس الأكاديمية الوطنية للعلوم وفي نفس الوقت كممثل قسم الهندسة
في الأكاديمية في لجنة العلوم والسياسات العامة.
وكونه مفكر عميق وكاتب فقد ساهم بصورة ملحوظة في ثلاث دراسات هامه في Cuspup وهي البحث الأساسي والأهداف القومية والعلوم التطبيقية وتقدم التكنولوجيا "1967" وتكنولوجيا عمليات من المساعدة والاختيار"1969" وأدت هذه الدراسات التي كان بها تميز اضافي لكونه أول من أعد من قبل الأكاديمية لفرع التشريعات القانونية وأكثر دقة للجنة العلوم وعلوم الفضاء التابعة الممثلين الأمريكي وبذلك ملئ الواجب الأكاديمي تحت اللائحة كمصدر استشاري للحكومة الأمريكية.
1. ↑   https://a2c2.org/richard-e-bellman-control-heritage-award#recipients. {{استشهاد ويب}}: |url= بحاجة لعنوان (مساعدة) والوسيط |title= غير موجود أو فارغ (من ويكي بيانات) (مساعدة)
2. ↑   https://www.asme.org/about-asme/honors-awards/achievement-awards/rufus-oldenburger-medal. {{استشهاد ويب}}: |url= بحاجة لعنوان (مساعدة) والوسيط |title= غير موجود أو فارغ (من ويكي بيانات) (مساعدة)
3. ↑   https://www.ieee.org/content/dam/ieee-org/ieee/web/org/about/awards/recipients/edison-rl.pdf. {{استشهاد ويب}}: |url= بحاجة لعنوان (مساعدة) والوسيط |title= غير موجود أو فارغ (من ويكي بيانات) (مساعدة)